# Small hairpin RNA
Eine Small hairpin RNA (kurz shRNA) ist ein RNA-Molekül, das eine Haarnadelstruktur bildet und genutzt werden kann, um Gene künstlich mit Hilfe der RNA-Interferenz (RNAi) stillzulegen. Die Expression von shRNA wird meist durch Plasmide oder virale Vektoren vermittelt.
Die Wahl des Promotors ist entscheidend für eine zuverlässige shRNA-Expression. Zunächst nutzte man Promotoren der Polymerase III wie U6 und H1, die allerdings keine örtliche oder zeitliche Kontrolle zuließen.
Daher werden stattdessen nun Promotoren der Polymerase II verwendet. shRNA ist ein vorteilhafter Vermittler von RNAi, da sie eine relativ niedrige Abbaurate besitzt. Allerdings besitzt sie auch Nachteile, da sie die Nutzung von Expressionsvektoren voraussetzt, was Sicherheitsbedenken zur Folge hat.
Das Einbringen von Plasmiden in Zellen mit Hilfe von Transfektion kann durch kommerziell erhältliche Reagenzien in vitro erreicht werden. Diese Methode ist aber nicht in vivo nutzbar und damit limitiert.
Die Nutzung von bakteriellen Vektoren zur shRNA-Expression in Zellen ist eine recht neue Methode. Es konnte gezeigt werden, dass rekombinante Bakterien der Art Escherichia coli, die shRNA-Plasmide enthalten, nach Verfütterung an Mäuse eine Stilllegung von Zielgenen im Darm bewirkten.
Als virale Vektoren können Konstrukte auf Basis von Adeno-assoziierten Viren (AAV), Adenoviren oder Lentiviren genutzt werden. Adeno-assoziierte und Adenoviren mutieren das Genom der Zielzelle nicht; allerdings geht nach der Zellteilung das Transgen verloren. Lentiviren integrieren in das Genom und werden so nach der Zellteilung weitergegeben; mutieren so aber das Erbgut der Zielzelle. Dieses Problem kann durch Nutzung von integrase-defizienten Lentiviren umgangen werden.

## Wirkmechanismus
Nach der Integration eines lentiviralen Vektors ins Wirtsgenom wird die shRNA im Zellkern durch Polymerase II oder III transkribiert abhängig von der Art des Promotors. Dieses Transkript imitiert pri-microRNA (primary microRNA) und wird vom Enzym Drosha verarbeitet. Die resultierende pre-shRNA wird aus dem Kern in das Zytoplasma exportiert. Die RNA wird anschließend vom Enzym Dicer weiterprozessiert und auf den RNA-induzierten Silencing-Komplex (RISC) geladen. Der Sinnstrang (passenger) wird abgebaut; der Gegensinnstrang (guide) wird mit der Komplementärsequenz auf einer Ziel-mRNA hybridisiert.
Im Falle perfekter Komplementarität schneidet RISC die mRNA; im Falle unvollständiger Kompl. verhindert RISC die Translation der mRNA. In beiden Fällen legt die shRNA das Gen still.

## Anwendungen in der Gentherapie
Wegen der Fähigkeit der shRNA zu spezifischer und dauerhafter Genstilllegung gibt es großes Interesse an der Nutzung für gentherapeutische Anwendungen.
Der kommerzielle Anbieter Gradalis entwickelte den FANG-Impfstoff, der zur Behandlung fortgeschrittener Tumorerkrankungen genutzt wird. Der Impfstoff besteht aus einer bifunktionalen shRNA gegen die immunsuppressive Mediatoren TGFβ1 und β2. Autologe Tumorzellen wurden aus Patienten isoliert und mit einem Plasmid, das die bifunktionale shRNA und GM-CSF codiert ex vivo durch Elektroporation transfiziert. Diese Zellen wurden anschließend mit Strahlung teilungsunfähig gemacht und in den Patienten injiziert.
Der Anbieter hat außerdem eine bifunktionale shRNA entwickelt, die gegen Stathmin-1 gerichtet ist und in den Tumor mit Lipoplex-Technologie eingeführt wird.
shRNA-basierte Therapien sind mit einigen Schwierigkeiten konfrontiert. Die größte Herausforderung ist die Verabreichung. shRNA wird in der Regel über einen Nukleotidvektor in eine Zelle gebracht, was im Patienten von Sicherheitsbedenken begleitet ist.
Viralvektorbasierte Gentherapie könnte im Organismus eine systemische Immunreaktion auslösen oder im Genom der Zielzelle wichtige Gene wie Tumorsuppressoren zerstören.
Eine mögliche Übersättigung des RISC stellt ebenfalls ein Problem dar. Wenn die shRNA in zu großer Menge exprimiert wird, ist die Zelle nicht mehr in der Lage, natürliche endogene RNA wie microRNAs zu verarbeiten.
Außerdem könnte die therapeutische shRNA unbeabsichtigt andere Gene stilllegen.